# گرترود لیبارت
گرترود لیبارت (انگلیسی: Gertrude Liebhart؛ ۲۶ اکتبر ۱۹۲۸ – ۲۷ نوامبر ۲۰۰۸) قایقران کانو زن اهل اتریش بود.
وی در مسابقات کشوری و بین‌المللی در مجموع برندهٔ ۲ مدال نقره، ۱ مدال برنز شده‌است.